# Turqueville
Turqueville település Franciaországban, Manche megyében. Lakosainak száma 127 fő (2022. január 1.). Turqueville Boutteville, Audouville-la-Hubert, Saint-Germain-de-Varreville, Sainte-Marie-du-Mont, Saint-Martin-de-Varreville, Sébeville és Sainte-Mère-Église községekkel határos.

## Népesség
A település népessége az elmúlt években az alábbi módon változott:
| Lakosok száma | 159  | 157  | 151  | 138  | 132  | 127  | 122  | 124  | 127  |
|               | 2013 | 2015 | 2016 | 2017 | 2018 | 2019 | 2020 | 2021 | 2022 |